# Homaloptera
Homaloptera, também conhecido como cobitídeos, é um género de peixes actinopterígieos da família Balitoridae.

## Espécies
Existem atualmente onze espécies classificadas neste género, apesar da classificação de várias delas ser questionável:
- Homaloptera bilineata Blyth, 1860
- Homaloptera confuzona Kottelat, 2000
- Homaloptera ocellata van der Hoeven, 1833
- Homaloptera ogilviei Alfred, 1967
- Homaloptera orthogoniata Vaillant, 1902
- Homaloptera parclitella H. H. Tan & P. K. L. Ng, 2005